# 沈显惠
沈显惠（1928年—），男，吉林辑安（今集安）人，中华人民共和国政治人物，曾任辽宁省政协副主席。